# Port lotniczy Kavieng
Port lotniczy Kavieng (IATA: KVG, ICAO: AYKV) – port lotniczy zlokalizowany w miejscowości Kavieng, na wyspie Nowa Irlandia, w Papui-Nowej Gwinei.